# Klubi Futbollit Naftëtari Kuçovë
El KF Naftëtari es un equipo de fútbol de Albania que juega en la Kategoria e Dytë, la tercera liga de fútbol más importante del país.

## Historia
Fue fundado en el año 1945 en la ciudad de Kuçovë y en tan solo una temporada en la Kategoria e Parë consiguieron el ascenso a la Kategoria Superiore para la temporada 1946, aunque desde hace varios años que no juega en la máxima categoría.

## Estadio
El club juega sus partidos de local en el Stadiumi Bashkim Sulejmani en Kuçovë con capacidad para 5.000 espectadores.